# Nõmme Kalju Football Club 2020
Questa voce raccoglie le informazioni riguardanti il Nõmme Kalju Football Club nelle competizioni ufficiali della stagione 2020.

## Stagione
- In campionato il Kalju Nõmme termina al quarto posto (49 punti) dietro al Levadia Tallinn (57) e davanti al Tammeka Tartu (32).
- In coppa nazionale viene eliminato ai quarti di finale dal Tulevik Viljandi (1-2 ai tempi supplementari).
- In Europa League viene eliminato al primo turno dagli sloveni del Mura (0-4).

## Maglie e sponsor
La divisa casalinga era composta da una maglia nera con rifiniture bianche, pantaloncini neri e calzettoni neri. Quella da trasferta era invece composta da una maglia magenta con rifiniture nere, pantaloncini neri e calzettoni magenta.
| Casa | Trasferta |

## Rosa
| N. |                    | Ruolo | Calciatore               |
| -- | ------------------ | ----- | ------------------------ |
| 1  | Estonia (bandiera) | P     | Marko Meerits            |
| 2  | Estonia (bandiera) | D     | Aleksandr Kulinitš       |
| 3  | Estonia (bandiera) | D     | Mikk Reintam             |
| 4  | Estonia (bandiera) | D     | Vladimir Avilov          |
| 5  | Ucraina (bandiera) | D     | Ivan Lobaj               |
| 6  | Estonia (bandiera) | D     | Deniss Tjapkin           |
| 7  | Russia (bandiera)  | C     | Amir Natkho              |
| 8  | Ucraina (bandiera) | C     | Vladyslav Chomutov       |
| 9  | Estonia (bandiera) | A     | Peeter Klein             |
| 14 | Estonia (bandiera) | D     | Kirill Antonov           |
| 15 | Estonia (bandiera) | C     | Igor Subbotin (capitano) |
| 16 | Estonia (bandiera) | A     | Jevgeni Demidov          |

| N. |                    | Ruolo | Calciatore          |
| -- | ------------------ | ----- | ------------------- |
| 18 | Estonia (bandiera) | C     | Roman Sobtšenko     |
| 20 | Estonia (bandiera) | C     | Aleksandr Volkov    |
| 21 | Ucraina (bandiera) | D     | Vladyslav Veremeyev |
| 22 | Estonia (bandiera) | C     | Kaarel Usta         |
| 23 | Brasile (bandiera) | D     | Pedro Victor        |
| 26 | Ucraina (bandiera) | D     | Andrij Markovyč     |
| 27 | Estonia (bandiera) | C     | Sander Puri         |
| 43 | Estonia (bandiera) | A     | Kaspar Paur         |
| 77 | Estonia (bandiera) | C     | Andreas Raudsepp    |
| 90 | Brasile (bandiera) | A     | Odilavio            |
| 96 | Estonia (bandiera) | P     | Henri Perk          |
| 99 | Estonia (bandiera) | A     | Alex Matthias Tamm  |